# XLVII Krajowy Festiwal Piosenki Polskiej w Opolu
XLVII Krajowy Festiwal Piosenki Polskiej w Opolu (KFPP Opole 2010) – kolejna edycja Festiwalu, będącego największym, najstarszym i najbardziej prestiżowym festiwalem muzycznym w Polsce. XLVII Krajowy Festiwal Piosenki Polskiej odbywał się w dniach 10-12 września 2010 roku na terenie kampusu Politechniki Opolskiej.
Festiwal Piosenki Polskiej w Opolu oglądało w TVP1 średnio 2,8 mln widzów (800 tys. osób mniej niż w 2009 roku). Stacja uzyskała przy tej okazji 10,5 mln zł ze sprzedaży czasu reklamowego.
- Studio Festiwalowe poprowadzili: Katarzyna Burzyńska, Odeta Moro-Figurska oraz Radosław Brzózka. Oglądalność wyniosła 3,1 mln widzów.

## Koncert „Serialowy Przebój Lata”
- Znani aktorzy z seriali TVP wykonali piosenki z towarzyszeniem oryginalnego wykonawcy danego utworu. Najlepsza interpretacja, wybrana przez widzów, otrzymywała tytuł Serialowego Hitu Lata.
- Prowadzący: Paulina Chylewska, Aleksandra Rosiak oraz Robert Janowski.
- Wykonawcy:

1. Robert Gawliński oraz Sylwia Juszczak, Katarzyna Zielińska, Antoni Królikowski i Bartosz Kasprzykowski (aktorzy z serialu Miłość nad rozlewiskiem)
  - „Nie stało się nic”
2. Anna Wyszkoni oraz Dariusz Wiktorowicz, Jolanta Fraszyńska i Joanna Orleańska (aktorzy z serialu Licencja na wychowanie)
  - „Czy ten Pan i Pani”
3. IRA oraz Rafał Cieszyński, Ewa Konstancja Bułhak i Tamara Arciuch (aktorzy z serialu Ojciec Mateusz)
  - „Szczęśliwego Nowego Jorku”.
4. Feel oraz Andrzej Strzelecki, Izabela Trojanowska i Kaja Paschalska (aktorzy z serialu Klan)
  - „Pokaż na co cię stać” (Wybrane Serialowym Hitem Lata)
5. De Press oraz Olena Leonenko, Marta Dąbrowska i Dorota Landowska (aktorzy z serialu Ratownicy)
  - „Bo jo cie kochom”

- W czasie przerwy w przeliczaniu głosów audiotele zaprezentowano piosenki Katarzyny Sobczyk „Mały książę”, „O mnie się nie martw” oraz „Trzynastego” w nowych aranżacjach zespołu Andy.

## Kabareton
- Motywem przewodnim Kabaretonu było ukazanie poprzez skecze historii Polski.
- Prowadzący: Lucyna Malec, Andrzej Grabowski oraz Paweł Królikowski.
- Wykonawcy:

1. Kabaret Neonówka;
2. Kabaret Moralnego Niepokoju;
3. Kabaret Paranienormalni;
4. Marcin Daniec;
5. Kabaret OT.TO;
6. Formacja Chatelet.

## Koncert „Debiuty 2010 - Śpiewaj i walcz”
- Debiutanci zostali wybrani przez widzów TVP1, podczas edycji programu  „Śpiewaj i walcz” . W finale wystąpił także laureat „Szansy na sukces” oraz finalista konkursu organizowanego przez Miejski Ośrodek Kultury w Opolu:
- Prowadzący: Aleksandra Rosiak oraz Artur Orzech.
- Nagroda główna: Karolinka.
- Wykonawcy:

1. Gość specjalny: Czarno-Czarni – „Nogi”
2. Żaneta Plotnik laureatka konkursu MOK-u w Opolu – „Imię deszczu” z repertuaru Andrzeja Piasecznego i Mafii
3. Juliusz Nyk – „Sen o Victorii” z repertuaru Ryszarda Riedla i Dżemu (zwycięzca)
4. zespół Zero Procent – „Wolność” z repertuaru Marcina Millera i Boys (II wyróżnienie)
5. Małgorzata Janek laureatka Szansa na sukces – „Gdybyś” z repertuaru Grażyny Łobaszewskiej
6. Małgorzata Główka – „Nikt na świecie nie wie” z repertuaru Czerwonych Gitar
7. Małgorzata Rostoczyńska – „Dziwny jest ten świat” z repertuaru Czesława Niemena (II wyróżnienie)
8. Anna Szatybełko – „Nie wierz mi, nie ufaj mi” z repertuaru Anny Jantar
9. Martyna Ciok – „Słodkiego miłego życia” z repertuaru Grzegorza Skawińskiego i Kombii
10. Gość specjalny: Doda (z 5th Element)
  - „Bad Girls”
  - „My Way or No Way”
  - „Szansa”
  - „Nie daj się”
  - „Nic nie może przecież wiecznie trwać” (cover Anny Jantar ze zmienionym tekstem).
11. Wszyscy Debiutanci – „Żeby szczęśliwym być” z repertuaru Anny Jantar

- Studio Festiwalowe poprowadzili: Katarzyna Burzyńska, Odeta Moro-Figurska oraz Radosław Brzózka. Oglądalność wyniosła 2,9 mln widzów.

## Koncert „Superjedynki 2010”
- Podczas plebiscytu muzycznego zostały rozdane nagrody „Superjedynki” w ośmiu kategoriach. W koncercie wystąpili wszyscy finaliści – po dwóch z każdej kategorii:
- Prowadzenie: Paulina Chylewska, Aleksandra Rosiak oraz Robert Janowski.
- Nagroda główna: Superjedynka w odpowiedniej kategorii.
  - Wykonawcy:

W kategorii Przebój Roku: 
1. Agnieszka Chylińska (zwycięzca) – zaśpiewała „Nie mogę cię zapomnieć”
2. Kukulska & Dąbrówka – zaśpiewali „To jest komiks”

W kategorii Płyta rock:
1. Robert Gawliński za album „Kalejdoskop” – zaśpiewał „Grzesznicy”
2. IRA i Artur Gadowski za albumu „9” (zwycięzca) – zaśpiewali „Dlaczego nic”

W kategorii Wokalistka:
1. Kasia Kowalska (zwycięzca) – zaśpiewała „Spowiedź”
2. Ewa Farna – zaśpiewała „La la laj”

W kategorii Wokalista:
1. Stachursky (zwycięzca) – zaśpiewał „Jedwab” z repertuaru zespołu Róże Europy
2. Piotr Cugowski z zespołem Bracia – zaśpiewał „Za szkłem”

W kategorii Zespół:
1. IRA (zwycięzca) zaśpiewali „Nie daj mi odejść”
2. Audiofeels – zaśpiewali „Kiss from a rose” z repertuaru Seala

W kategorii Płyta pop:
1. Agnieszka Chylińska  zwycięzca za album „Modern rocking” – zaśpiewała „Wybaczam ci”
2. Czesław Śpiewa za album „Pop” – zaśpiewał „Pożegnanie małego wojownika”

W kategorii Debiut:
1. Volver zwycięzca – zaśpiewali „Volveramos”
2. Pjus – wykonał „Zawsze żywy”

W kategorii Płyta hip hop:
1. Tede zwycięzca za album „Note2” – wykonał „Za-X” i „Pozytywizm”
2. Eldo za album „Zapiski z 1001 nocy” – wykonał „Pożycz mi płuca”

- - Nagroda dodatkowa: Superjedynka Superjedynek: IRA.

## Kabaret „Laskowik i Malicki w Opolu”
- Koncert, podczas którego zaprezentowano skecze kabaretowe Zenona Laskowika i jego Kabareciarnię oraz muzyczne – w wykonaniu Waldemara Malickiego, wokalistów i Orkiestry Filharmonii Dowcipu pod dyrekcją Bernarda Chmielarza
- Prowadzący: Zenon Laskowik i Waldemar Malicki.

### 12 września 2010 r. (niedziela)
Studio Festiwalowe poprowadzili: Katarzyna Burzyńska, Odeta Moro-Figurska oraz Radosław Brzózka. Oglądalność wyniosła 2,0 mln widzów.

## Kombii w Opolu
Recital Zespołu Kombii.
- Prowadzący : Paulina Chylewska i Aleksandra Rosiak.

## Koncert piosenek kabaretowych „Piosenka jest dobra na wszystko”
- Koncert ten był przebojowym wieczorem piosenek Kabaretu Starszych Panów. Zaprezentowane zostały piosenki duetu Jeremi Przybora i Jerzy Wasowski w nowych wykonaniach.
- Prowadzący: Grażyna Torbicka i Artur Żmijewski.
- Wykonawcy:
  - Renata Drozd – Tango kat;
  - Anna Wyszkoni i Marcin Pomykała – Bo we mnie jest seks;
  - Renata Przemyk – Szuja;
  - Jarosław Janiszewski – Adio pomidory;
  - Grzegorz Skawiński – Odrażający drab;
  - Andy – Sos-ratunku;
  - Weronika Korthals – Pseudonim VERA – Portugalczyk Osculati;
  - Grażyna Torbicka i Artur Żmijewski – Już kąpiesz się nie dla mnie;
  - Biff – Wesołe jest życie staruszka;
  - Paweł Kukiz i Maciej Maleńczuk – Tanie dranie;
  - Anita Rywalska-Sosnowska i Kamil Pękala – Przeklnij mnie;
  - Basia Stępniak-Wilk i Artur Żmijewski – Kaziu, zakochaj się;
  - Video – Jeżeli kochać to nie indywidualnie;
  - Krzysztof Kiełpiński – Upiorny twist;
  - Maciej Maleńczuk – Smutny deszczyk;
  - Paweł Kukiz – No, co ja ci zrobiłem;
  - De Press – W czasie deszczu dzieci się nudzą;
  - Kasia Wilk – Panienka z temperamentem;
  - Ada Fijał i Krystian Krzeszowiak – Prysły zmysły;
  - Jerzy Połomski – Stacyjka Zdrój.